# Mount Slaggard
Mount Slaggard är ett berg i Kanada. Det ligger i territoriet Yukon, i den västra delen av landet. Toppen på Mount Slaggard är 4 742 meter över havet.
Den högsta punkten i närheten är Mount Lucania, 5 240 meter över havet, 17,8 km söder om Mount Slaggard. Det finns inga samhällen i närheten.
Trakten runt Mount Slaggard är permanent täckt av is och snö.